# Cirillo di Beloozero
Cirillo di Beloozero, o Cirillo del Lago Bianco (in russo Кирилл Белозерский?, Kirill Belozerskij; Mosca, 1337 – Belozersk, 1427), è stato un monaco cristiano e mistico russo, discepolo di Sergio di Radonež e fondatore del monastero di San Cirillo di Beloozero. È venerato come santo dalla Chiesa ortodossa russa.

## Biografia
Cirillo nacque a Mosca nel 1337 con il nome di Kuzma. Benché non si abbiano molte notizie sulle sue origini, si sa che egli era membro di un'importante famiglia di boiardi della Moscovia. I suoi genitori morirono quando egli era ancora un bambino. Attorno al 1380 prese i voti al monastero Simonov e cambiò il proprio nome in Cirillo. Nel monastero entrò in contatto con Sergio di Radonež.
Nel 1387 l'archimandrita del monastero, Fëdor, fu nominato vescovo di Rostov e Cirillo prese il suo posto. Tuttavia, poco dopo si dimise e si trasferì in un altro monastero, da cui si spostò in seguito per trasferirsi in un luogo deserto dove potersi dedicare esclusivamente alla preghiera. Insieme a Teraponte si stanziò nei pressi del Lago Bianco, dove - seguendo il consiglio di Sergio di Radonež - costruì una cappella di legno dedicata all'Assunzione e una capanna per altri monaci. Dopo un anno Teraponte, trovando eccessive le restrizioni promosse da Cirillo, lasciò il luogo.
Il nuovo monastero divenne pian piano il più grande della Russia settentrionale e la culla del movimento dei "nestjažateli" guidati da Nilo di Sora. Cirillo morì nel 1427. Fu canonizzato nel 1547 e la sua ricorrenza è il 9 giugno.